# Université nationale des Tonga
L’université nationale des Tonga (en anglais : Tonga National University ; en tongien : ‘Université Fakafonua ‘a Tonga) est une université aux Tonga. Ouverte en 2023, c'est la première université publique proprement tongienne ; elle est précédée par les campus tongiens de l'université du Pacifique Sud sur les îles de Tongatapu, Ha‘apai et Vava‘u, ainsi que par l'université de l'Institut ʻAtenisi, université privée fondée en 1975 par Futa Helu (en),.

## Présentation
Établie par une loi de l'Assemblée législative des Tonga de 2021, l'université nationale regroupe six institutions d'enseignement supérieur préexistants : l'Institut tongien d'éducation, l'Institut tongien d'enseignement supérieur, l'Institut tongien des sciences et technologies, l'Institut polytechnique maritime tongien, l'École d'infirmerie de la reine Salote, et l'École de police des Tonga,. Outre l'enseignement supérieur et la formation professionnelle, le gouvernement donne pour vocation à l'université d'« encourager et faciliter l'étude de la langue et de la culture tongiennes ».
Formellement inaugurée par le prince héritier Tupouto’a ‘Ulukalala le 20 janvier 2023 à Nukuʻalofa, en présence du Premier ministre Siaosi Sovaleni qui est également le ministre de l'Éducation et de la Formation, l'université ouvre ses portes aux étudiants le 27 janvier. Elle se compose alors de cinq facultés : la faculté d'enseignement, des arts et des humanités ; la faculté des sciences et des technologies ; la faculté d'infirmerie et des sciences de la santé ; la faculté d'administration des entreprises et d'administration publique ; et le Centre national d'étude du réchauffement climatique et des énergies. Outre quelques dizaines de certificats d'études, elle délivre initialement cinq diplômes de licence universitaire de premier cycle : une licence d'enseignement primaire, une licence d'enseignement secondaire, une licence de science informatique, une licence de tourisme et une licence d'agriculture. À terme, elle offrira également des formations diplômantes de deuxième cycle universitaire et de doctorat,.